# Eremioscelio cydnoides
Eremioscelio cydnoides är en stekelart som beskrevs av Hermann Priesner 1951. Eremioscelio cydnoides ingår i släktet Eremioscelio och familjen Scelionidae. Inga underarter finns listade i Catalogue of Life.